# Rhyne Howard
Rhyne Howard (* 29. April 2000 in Chattanooga, Tennessee) ist eine US-amerikanische Basketballspielerin.

## Karriere
Vor ihrer professionellen Karriere in der WNBA spielte Howard von 2018 bis 2022 College-Basketball für die  Kentucky Wildcats in der Liga der National Collegiate Athletic Association (NCAA). 
Beim WNBA Draft 2022 wurde sie an 1. Stelle von den Atlanta Dream ausgewählt. Aufgrund ihrer herausragenden Leistung während ihrer Rookie-Saison wurde Howard mit dem Rookie of the Year Award 2022 ausgezeichnet und ins WNBA All-Star Team gewählt. Bei den Olympischen Sommerspielen 2024 in Paris gewann sie im 3×3-Basketball die Bronze-Medaille.